# Carla Bruni
Carla Bruni (Turijn, 23 december 1967) is een Italiaans-Frans model en singer-songwriter. Nadat ze begin 2008 was getrouwd met de Franse president Nicolas Sarkozy werd ze "première dame" (first lady) van Frankrijk.

## Levensloop
Bruni's stiefvader Alberto Bruni Tedeschi (haar biologische vader is de Italiaans-Braziliaanse kruideniersmagnaat Maurizio Remmert) was mede-eigenaar van het Pirelli-concern en haar moeder Marysa Borini is een concertpianiste. Haar oudere zus is de actrice Valeria Bruni Tedeschi. Toen Bruni vijf jaar oud was, vertrok het welvarende gezin naar Frankrijk, uit angst voor ontvoeringen door de Rode Brigades. Later bezocht ze een kostschool in Zwitserland. Na haar terugkomst begon ze een studie architectuur in Parijs, maar maakte haar studie niet af.

### Modewereld
Als negentienjarige begon ze een carrière als model en op twintigjarige leeftijd was zij al een van de succesvolste modellen op de catwalk met een jaarinkomen van 7,5 miljoen dollar. In deze jaren werd zij beroemd door affaires met beroemdheden als Mick Jagger, Eric Clapton, Kevin Costner en Vincent Pérez. Ze heeft een aantal jaar een relatie gehad met Raphaël Enthoven. Samen kregen zij in 2002 een zoon, Aurélien.

### Singer-songwriter
In 1998 verliet zij de modewereld en stortte zich op het schrijven en zingen van chansons. In 2003 verscheen haar debuutalbum Quelqu’un m’a dit. Dit album, met nummers in de stijl van Joni Mitchell en Serge Gainsbourg werd goed ontvangen. In 2007 verscheen het Engelstalige album No Promises. Haar derde album heet Comme si de rien n'était en werd in 2008 goed ontvangen door de pers. Een van de songs op het album is getiteld 'La possibilité d'une île'. De tekst is overgenomen uit de in 2005 verschenen roman Mogelijkheid van een eiland van Michel Houellebecq.
In 2004 won Bruni een EBBA. De European Border Breakers Awards zijn prijzen die jaarlijks worden uitgereikt aan tien jonge veelbelovende Europese artiesten die het jaar ervoor succesvol buiten de eigen landsgrenzen debuteerden.
In april 2013 verscheen Bruni's vierde album, French Little Songs, in oktober 2020 haar vijfde album Carla Bruni.

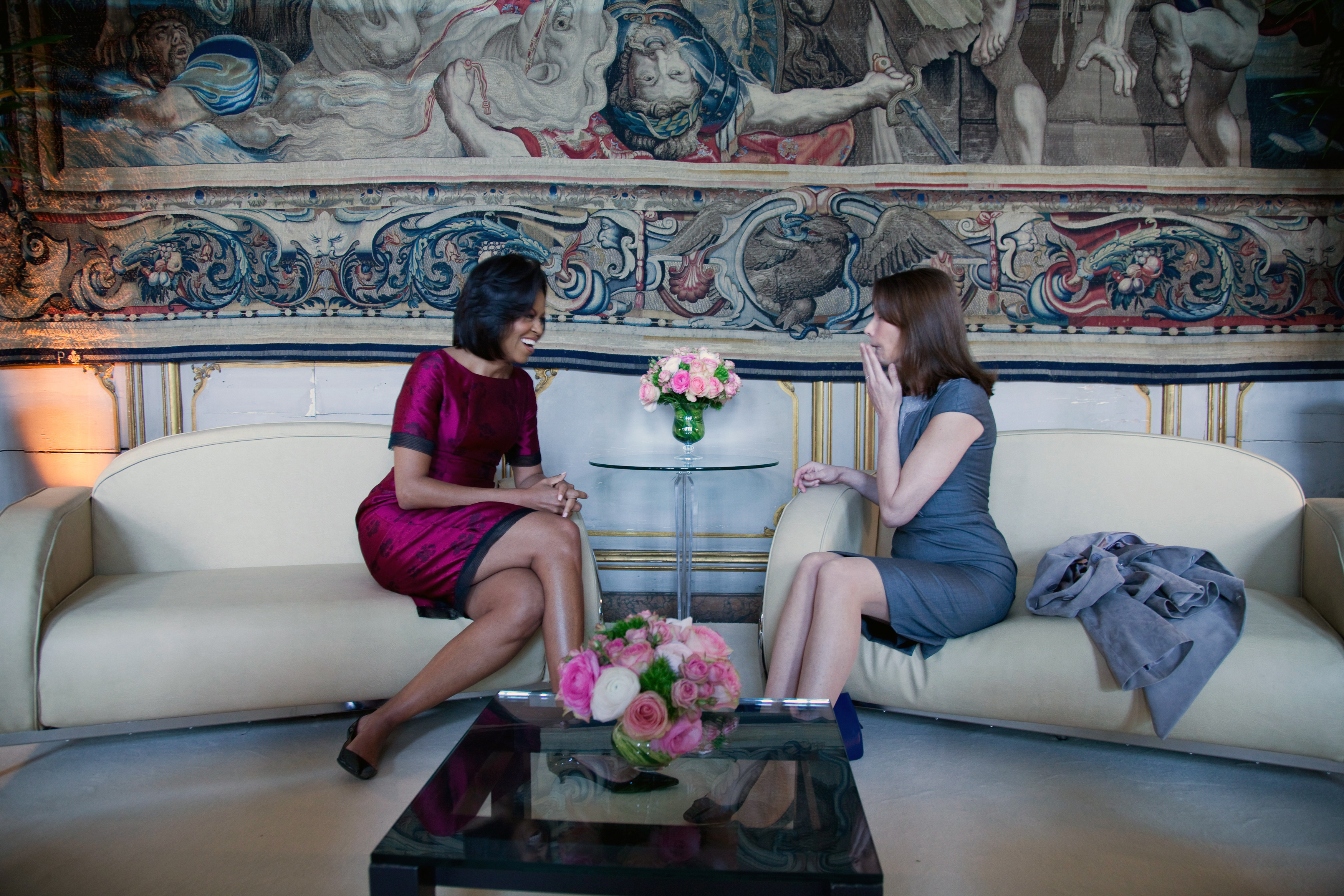
Carla Bruni in gesprek met de Amerikaanse first lady Michelle Obama

### Huwelijk met Nicolas Sarkozy
Op 17 december 2007 werden in de Franse pers foto's gepresenteerd van president Nicolas Sarkozy en Bruni. Op 2 februari 2008 trouwden ze. Op 19 oktober 2011 werd het eerste gemeenschappelijke kind van het echtpaar, een dochter (Giulia) geboren.

### Naaktfoto's
Enkele Franse media werden in juni 2007 beboet, omdat ze naaktfoto's van Bruni hadden gepubliceerd zonder toestemming van de fotografen. Op 11 april 2008 werd in New York een naaktfoto van haar geveild voor 91.000 dollar (circa 58.000 euro).

### Rel met Colombia
Bruni kreeg het aan de stok met de Colombiaanse minister van Buitenlandse zaken, Fernando Araújo, toen ze op haar derde album Comme si de rien n'était in het lied Tu es ma came verwees naar Colombiaanse cocaïne. De minister liet weten "not amused" te zijn.

### Films
Bruni speelde ook mee in een aantal films. Zo speelde ze zichzelf in de fims Prêt-à-Porter (1994), Paparazzi (1998) en Somebody Told Me About. . . Carla Bruni (een documentaire uit 2009). In de film Midnight in Paris (2011) van Woody Allen speelde ze de rol van museumgids.

## Discografie

### Albums
| Album met eventuele hitnotering(en) in de Nederlandse Album Top 100 | Datum van verschijnen | Datum van binnenkomst | Hoogste positie | Aantal weken | Opmerkingen |
| ------------------------------------------------------------------- | --------------------- | --------------------- | --------------- | ------------ | ----------- |
| Quelqu'un m'a dit                                                   | 2002                  | -                     |                 |              |             |
| No Promises                                                         | 2007                  | 20-01-2007            | 47              | 9            |             |
| Comme si de rien n'était                                            | 2008                  | 19-07-2008            | 31              | 12           |             |

| Album met hitnotering(en) in de Vlaamse Ultratop 200 albums | Datum van verschijnen | Datum van binnenkomst | Hoogste positie | Aantal weken | Opmerkingen |
| ----------------------------------------------------------- | --------------------- | --------------------- | --------------- | ------------ | ----------- |
| Quelqu'un m'a dit                                           | 2002                  | 15-02-2003            | 9               | 28           |             |
| No Promises                                                 | 2007                  | 20-01-2007            | 2               | 21           |             |
| Comme si de rien n'était                                    | 2008                  | 19-07-2008            | 6               | 17           |             |

### Singles
| Single met hitnotering(en) in de Vlaamse Ultratop 50 | Datum van verschijnen | Datum van binnenkomst | Hoogste positie | Aantal weken | Opmerkingen |
| ---------------------------------------------------- | --------------------- | --------------------- | --------------- | ------------ | ----------- |
| Those Dancing Days Are Gone                          | 2007                  | 03-02-2007            | tip14           | -            |             |
| L'amoureuse                                          | 2008                  | 02-08-2008            | tip14           | -            |             |
| Chez Keith et Anita                                  | 2013                  | 16-02-2013            | tip93*          |              |             |
| Love letters                                         | 2017                  | -                     | -               |              |             |

### Overige opnamen
- 2016 - Vole (liefdadigheidssingle met Nolwenn Leroy, Alain Souchon, Laurent Voulzy e.a.)